# Bonduelle
Bonduelle S.A. är ett franskt multinationellt livsmedelsföretag som odlar, producerar och säljer grönsaker. Verksamheten är uppdelad i tre områden;  konservering, djupfrysning och färska. Bonduelle har verksamheter i Europa, Nordamerika och Sydamerika.

## Historik
Företaget har sitt ursprung från 1853 när kusinerna Louis Bonduelle-Dalle och Louis Lesaffre-Roussel uppförde ett destilleri i Marquette-lez-Lille i syfte att producera etanol av spannmål och enbär. Nio år senare utökade de verksamheten med att köpa en gård i Renescure och började verka med att producera spritdrycker på spannmål. År 1901 delades verksamheten upp i tre företag Bonduelle, Lemaître och Lesaffre. På 1920-talet började Bonduelle med producera konserverade grönsaker. På mitten av 1940-talet, efter att andra världskriget avslutades, beslutade Bonduelle att skapa ett nytt varumärke som hette som företaget hette. År 1969 påbörjade företaget en internationell expandering när det grundade ett dotterbolag i Tyskland. År 1992 upprättades det ett samriskföretag, med sockerproducenten Empresas Iansa, i Chile, vilket var Bonduelles första expandering utanför Europa. Sex år senare blev företaget börsnoterad på Paris Bourse.